# 쿠시타카
쿠시타카(Kushtaka→수달인간)는 북아메리카 서북 태평양 해안지역의 원주민인 틀링깃족, 심시언 부족들의 설화에서 전해지는 존재다.
중남알래스카의 디나이나 부족의 낫이나, 서부 알래스카의 유픽인들의 우라율리 등과 비슷하다.
일단 쿠시타카는 인간의 형상과 수달 또는 다른 짐승의 형상을 취할 수 있는 변신종이다. 몇몇 설화에서는 여러 종의 수달의 형상을 모두 취할 수 있다고 하고, 다른 설화들에서는 한 가지 종류로만 변신할 수 있다고 한다. 어떤 이야기에서는 불쌍한 틀링기트 어부를 속임수에 빠뜨려 죽게 만드는 잔혹한 생물로 등장하고, 또다른 이야기들에서는 우호적이고 도움이 되는 존재로서 얼어죽을 뻔 한 사람을 여러 차례 구해준다고 한다. 많은 이야기에서 쿠시타카는 조난자의 가족이나 친구의 수달 비슷한 모양의 환상을 불러일으켜서, 조난자의 주의를 산만하게 만들어 잠들지 못하게 함으로써 얼어죽지 않게 도와준다고 한다. 하지만 모든 쿠시타카 이야기가 행복하게 끝나는 것은 아니다. 어떤 전설들에서는 쿠시타카가 아기 우는 소리나 여자의 비명소리를 흉내내서 사람을 강가로 유인한다고 한다. 유인된 사람이 강에 다다르면 쿠시타카가 그 사람을 찢어 죽이거나 또는 그 사람도 쿠시타카가 되어 버린다.
구리, 소변, 개, 또 일부 이야기에서는 불로써 쿠시타카가 접근하지 못하게 막을 수 있다고 한다.
쿠사타카는 주로 어린아이들을 먹이로 삼는데, 이는 틀링기트 부모들이 아이들에게 혼자 바닷가에 나가지 말라고 경고하는 의미가 있었으리라 추측된다.
또 쿠시타카는 저-고-저 3부분으로 이루어진 높은 음색의 휘파람 소리를 낸다고도 한다.